# 2004 VG131
2004 VG131, também escrito como 2004 VG131, é um corpo menor que está localizado no disco disperso, uma região do Sistema Solar. Ele possui uma magnitude absoluta de 7,3 e tem um diâmetro estimado com cerca de 88 km.

## Descoberta
2004 VG131 foi descoberto no dia 9 de novembro de 2004 pelo Canada-France Ecliptic Plane Survey.

## Órbita
A órbita de 2004 VG131 tem uma excentricidade de 0,505 e possui um semieixo maior de 63,975 UA. O seu periélio leva o mesmo a uma distância de 31,668 UA em relação ao Sol e seu afélio a 96,282 UA.